# Kevin McCarthy (actor)
Kevin McCarthy (Seattle, Washington, 15 de febrero de 1914-Hyannis, Massachusetts, 11 de septiembre de 2010), fue un actor estadounidense de teatro, cine y televisión, que interpretó a más de doscientos personajes en cine y televisión.
Por su personaje en la versión cinematográfica de Muerte de un viajante, fue nominado para un Óscar al mejor actor de reparto y ganó un Globo de Oro. McCarthy es principalmente conocido por su papel protagonista en Invasion of the Body Snatchers, una película de terror y ciencia ficción.

## Carrera
McCarthy tuvo una larga y distinguida carrera como actor de carácter. Interpretó algunos papeles estelares a través de su carrera, más notablemente el clásico de ciencia ficción Invasion of the Body Snatchers. Fue nominado al premio Óscar como mejor actor de reparto por la adaptación al cine del drama teatral Muerte de un viajante y en 1961 tuvo un papel secundario en la hoy mítica Vidas rebeldes (The Misfits), protagonizada por Clark Gable, Montgomery Clift y Marilyn Monroe.     
En televisión, tuvo papeles en dos series de corta duración: The Survivors con Lana Turner y Flamingo Road para la cadena NBC como Claude Weldon, padre del personaje de Morgan Fairchild. En teatro puso en escena obras como Anna Christie (1952) de Eugene O'Neill.
McCarthy fue uno de tres actores (junto con Dick Miller y Robert Picardo) frecuentemente empleado por el director Joe Dante.
En 2007 McCarthy apareció como él mismo en la película de Anthony Hopkins Slipstream. La película hace varias referencias a Invasion of the Body Snatchers.
El 24 de octubre de 2009, McCarthy fue honrado en el Festival Internacional de Cine en Fort Lauderdale.
y su última aparición fue en una película como el arzobispo Ryder en el drama Wesley.
McCarthy falleció de neumonía el 11 de septiembre de 2010 a la edad de 96 años.

## Filmografía parcial
- Just Cause en 1995.

## Premios y distinciones
Premios Óscar
| Año  | Categoría              | Película              | Resultado |
| ---- | ---------------------- | --------------------- | --------- |
| 1952 | Mejor Actor de Reparto | Muerte de un viajante | Nominado  |